# Jutta Neumann (Filmeditorin)
Jutta Neumann ist eine deutsche Filmeditorin.

## Karriere
Jutta Neumann begann ihre Karriere in den 1960er Jahren, als sie als Schnitt-Assistenz von Hermann Haller an der Entstehung von Filmen wie Die Schlangengrube und das Pendel (1967) oder Erinnerungen an die Zukunft mitwirkte.
Ab Anfang der 1970er Jahre übernahm sie auch erste Projekte als hauptverantwortliche Filmeditorin.

## Filmografie
- 1971: Wer zuletzt lacht, lacht am besten
- 1971: Hilfe, die Verwandten kommen
- 1971: Verliebte Ferien in Tirol
- 1972: Versuchung im Sommerwind
- 1973: Mädchen komm, die Liebe juckt
- 1979: Tatort: Die Kugel im Leib (Fernsehreihe)
- 1980–1982: Die unsterblichen Methoden des Franz Josef Wanninger (Fernsehserie)
- 1982: Ein Fall für zwei: Brandstiftung
- 1983: Tatort: Miriam
- 1987: Stahlkammer Zürich (Fernsehserie)
- 1993: Shambhala (Dokumentarfilm)
- 1994: Lutz & Hardy (Fernsehserie)
- 1996: Helden habens schwer (Fernsehfilm)
- 1997: Herz über Kopf (Fernsehfilm)
- 1999: Ein Mann für gewisse Sekunden (Fernsehfilm)